# معبد النار أذر غشسب
معبد النار أذر غشسب (بالفارسية: آتشکده آذرگشسپ) هو معبد نار تاريخي يعود إلى عهد الساسانيين، ويقع في مقاطعة تكاب.